# Вершинское
Вершинское — озеро на перевале Вершинский в южной части полуострова Камчатка, на территории Елизовского района.
Название Вершинское озеро получило в середине XX века, происходит оно от имени перевала Вершинский.
Находится на высоте 700 м над уровнем моря.